# セガネットワーク対戦麻雀MJ2
セガネットワーク対戦麻雀MJ2（セガネットワークたいせんマージャン エムジェイツー、以降MJ2）は、株式会社セガ（後の株式会社セガ・インタラクティブ）が業務用アーケードゲームとして販売しネットワークを運営する、オンライン対戦ができる麻雀ゲームである。日本プロ麻雀協会の公認を受けている。『セガ四人打ち麻雀MJ（以降MJ1）』から続くMJシリーズの2作目である。
ネットワークを通じ全国の他店舗のプレイヤーと対局でき、日本プロ麻雀協会公認のプロ雀士（以下、プロ雀士）が、コンピュータープログラムではなく、生身で対局することも魅力の一つとなっている。
また、発表当時、セガの開発子会社であったSEGA-AM2が開発しているため、3Dポリゴン表示による雀卓とプレイヤーの手の動きがリアルに再現されており、演出とあいまってゲーム性を高めている。これにより、ライブモニタでは、テレビ番組「芸能界麻雀最強位決定戦 THEわれめDEポン 生スペシャル」（フジテレビ）を模したような派手な実況中継が展開されているのが特徴である。
なおMJ2におけるオンラインサービスは2006年3月31日を以て終了しているため、オンライン対戦やMJ.NETのMJ2対応コンテンツの利用はできなくなっている。

## 筐体
数台の対局プレイ用筐体（サテライト筐体）と1台のライブモニタ筐体にわかれる。なお、サテライト・ライブモニタ共に、MJ1との互換性はない（MJ1はダービーオーナーズクラブの筐体を流用していた）。システム基板はMJ1はNAOMIだったが、今作からChihiroに変わった。

### サテライト筐体
サテライト筐体とは、プレイヤーが対局時に操作する端末である。硬貨投入口とMJ2メンバーズカード挿入口、タッチパネルモニター、捨牌選択と鳴き・アガリ・キャンセル・リーチ・スタートの各ハードボタンからなる。
MJ1ではハードボタンのみでの操作しか出来なかったが、MJ2以降はタッチパネルを採用しているため、操作は画面を直接触れて行え、容易かつ直感的な操作が可能となっている。
以下に対局中にタッチパネルで行える主な操作の一部に付いて記す。
- 捨牌を行う際は捨てたい牌に触って選択し、それに再び触ることで捨てられる。この時強く触ることで打牌を強打できる。
- 鳴きやリーチ、アガリ等を行える時は、画面に出るボタンに触ることで行える。同様に鳴きやツモアガリ時は、強く触ることで強演出になる。
- 自分の番以外で手牌をドラッグすることで理牌できる(自動で理牌させることもできる)。
- 画面左右のタブに触れることでさまざまな情報を閲覧したり、チャットメッセージ送信等の機能を利用できる。
- 河の捨て牌や相手の手牌に触れるとマークを付けられる。
- 牌に強く触れている間、同じ牌が強調表示される。

従来のMJ1ライクな操作も出来るようにハードボタンも引き続き実装された。基本的な操作はタッチパネルとハードボタンのどちらでも可能であるが、アガリに限ってはこのボタンを押して（叩いて）行う人を多く見受けられる。
なお、役満を和了すると設置店舗の「店内役満和了者」に記録され、サテライト筐体で確認できる。
雀卓の羅紗の色柄は対局モード（後述）によって異なっており、
- 東風戦…緑系色
- 半荘戦…紫系色
- イベント…赤系色
- 全国大会決勝…日本地図の描かれた大理石調

等となっている。

### ライブモニタ
ライブモニタとは、対局用とは別に用意された中継用の筐体である。
サテライト筐体の空席状況と各席プレイヤーの現時点の得点状況と段位情報のほか、全国イベント情報、今月のリーグ戦参加予定のプロ雀士とMJ.NET認定雀士の紹介、イベントのランキング、プロリーグ情報のほか、巧い打ちまわし・高得点の和了・高段位者同士の対局などを実況・解説付きで放映し続ける。
ライブモニタで中継される対局は、下記のタイトルで放映されている。
- REPLAY
  - （サブタイトルなし）
  - 豪腕炸裂
  - 華麗なる一打
  - 本日の最高得点

設置店舗での対局のうち、最高得点獲得となった対局の模様を再生する。
  - 奇跡の牌譜

設置店舗での対局のうち、役満（数え役満は除く）および人和を和了した対局の模様を再生する。
  - プロの一打

プロ雀士が和了した対局の模様を再生する。設置店舗以外での対局の模様が配信されることがある。
  - 最強伝説 MJ.NET認定雀士

MJ.NET認定雀士が和了した対局の模様を再生する。設置店舗以外での対局の模様が配信されることがある。

- LIVE中継
  - 常勝不敗

サテライト筐体で、連勝が続くプレイヤーの対局の模様を実況中継する。
  - 玄人の一手

サテライト筐体で、高段位プレイヤーの対局の模様を実況中継する。
  - 至高への挑戦

サテライト筐体で、高段位プレイヤーの昇格戦対局の模様を実況中継する。
  - 役満神降臨!?

サテライト筐体で、役満聴牌が発生した場合に、現在の中継を中止して、臨時に中継開始される。
  - プロ雀士登場

サテライト筐体で、プロ雀士との対局がマッチングされた場合に対局の模様を実況中継する。
  - MJ.NET認定雀士登場

サテライト筐体で、MJ.NET認定雀士との対局がマッチングされた場合に対局の模様を実況中継する。
  - 大会決勝戦

サテライト筐体で、全国イベントの全国大会決勝対局が行われている場合に対局の模様を実況中継する。

なお、不正防止の観点から、LIVE中継は、サテライト筐体プレイヤー視点中心の、若干遅れをもって中継が展開されている。
MJ2のバージョンアップが行われる際は、ライブモニタにGD-ROMを入れ換えることで、サテライト筐体と共にバージョンアップを行うことができる。

### バージョンD以降の新機能・新ルール
MJ2はバランス調整や操作性向上の為に時々バージョンアップが行われている。
2005年6月時点でMJ2の最新バージョンは"バージョンE"である。この前のバージョンDから新たに新機能・新ルールが採用されている。
- 評価ポイントベット機能

評価ポイントを賭けることができる。相手のアタリ牌を予想し、的中したら賭けた分が倍もしくは3倍になるが、外れるとそのポイントを失う。
- 複数枚理牌、アガリ牌指定、鳴き牌指定の操作性向上機能
- 捨牌早切りで持ち時間が回復
- 割れ目採用ルール(イベントのみ)
- デフレルール(イベントのみ)

一発、裏ドラ、槓ドラ、赤ドラ、切り上げ満貫のないルール。
- チャレンジ

1位で対局終了後、出現する宝箱から巻物を手に入れた場合のみ、課題が出される。課題に成功するとアイテム等を手に入れられる。
- リーグ戦、イベントの成績リセット機能
- オリジナルニックネーム機能

申請することにより、他人とかぶらない唯一無二のニックネームを保証してもらえる。オリジナルニックネームの保証を受けるには、一定のニックネーム所有期間や対局消化などの条件を満たした上で、MJ.NETにて定期的に実施されるオリジナルニックネーム申請期間内に申請し、セガによる審査を通過することが必要である。

## 対局の流れ
対局を行う場合の大まかな流れは次のようになる。
1. サテライト筐体にMJ2メンバーズカードを差し込む
カードを使用しない場合は画面に触れるかスタートボタンを押す。
初めて使用するカードの場合、ここでゲーム内で使用するキャラクタとニックネームを決める。
2. 対局モードを選択する
  - 段位別戦(東風戦のみ)
  - リーグ戦(初段以上)
  - イベント(開催中のみ)
  - チーム内戦(チーム加盟中、東風戦のみ)
  - 店内対戦(東風戦のみ)
3. タイムオーバー(持ち時間終了)制の有無を選択する
  - タイムオーバーあり
    - 点数の授受により持ち時間も増減する
    - 持ち時間が無くなった状態で1局が終わるとゲーム終了

  - タイムオーバーなし
    - 通常、選択するには追加クレジットが必要
    - 1局開始ごとに持ち時間が初期値に戻る

いずれもクレジットの追加により、持ち時間を追加することが可能である。
タイムオーバー制の有無にかかわらず、自分の手番(捨牌、鳴き、アガリ)ではタイムゲージが有効になり、ゲージと持ち時間が減っていく(ただし最初の数秒間の部分と後述のソロプレイ時はゲージが緑色で表示されており、この部分では持ち時間が減らない)。ゲージ若しくは持ち時間が無くなった時点でツモ牌が自動的に切られる(鳴き、アガリはキャンセルとなる)。ゲージは自分の手番ごとに初期値へ戻る。
4. 自動的に対局相手とマッチングされ、麻雀の対局を行う
相手がいない場合、現れるまでCPU戦(ソロプレイ)を行う。
対局者が4人に満たない場合、CPUがメンバーに加わる。
5. 対局終了後、順位によって継続して対局ができる
6. MJ2メンバーズカードを使用しなかった場合、ゲストIDの発行を受けられる
これは対局記録等をMJ2メンバーズカードではなく、ネットワーク上のサーバに保存する。したがってこの機能を利用するには、ゲストID発行時・使用時共にネットワーク接続状態でなければならない。また、使用期限や段位認定が1級まで等の制限があり、使用回数も少ないため対局の試用用途である。なお、このゲストIDの対局記録等は、後にMJ2メンバーズカードにそのまま引き継ぐことができる。

### MJ2メンバーズカード
MJ2メンバーズカードとは、プレイヤーの対局記録などの個人情報を保存するための専用のカードである。
MJ2はメンバーズカード無しでもプレイ可能であるが、カード無しでは段位の昇格などに制限があるうえに、対局記録を引き継いだ継続プレイ時にはゲストIDやパスワードの入力が必要になるため、通常はカードをあらかじめ準備してプレイすることが多い。
カードは設置店舗で自動販売機または店員との対面で購入できる。
MJ1のメンバーズカードは磁気カードだったが、MJ2メンバーズカードからは非接触型ICカードになっており、使用期限は無いが250回の使用回数制限が付いている。
残り使用回数が少なくなった場合は新たにカードを購入し、使用中と新規のカードを2枚重ねでサテライト筐体に挿入することでカード内のデータを移動できる。
MJ1のカードデータも引き継ぐことができた。引き継ぎは筐体で行い、MJ1のカードのアクセスコードをMJ2の引き継ぎ画面に入力することで段位やアイテムなどのデータを引き継ぐことができた。引き継ぎは一度しかできないが、引き継いだ後のMJ1のカードは引き続きMJ1でプレイすることができた。
MJ2メンバーズカードにより、プレイヤーは段位認定を受けたり、カードに記載のアクセスコードによりMJ.NETのサービスを利用できる。
プロ雀士とMJ.NET認定雀士には、それら専用のメンバーズカードがセガから発行されている。
現在のところ、MJ2メンバーズカードの再発行サービスは行われていないが、時折、プロ雀士がカードを紛失してしまい、専用カードを再発行するという事件が発生している。

## MJ2の独自システム

### 段位認定
プレイヤーは、オンライン対局を行うことによってゲーム内での段位が認定される。

#### 経験値
級位及び段位は"経験値"によって判断される。
経験値は、現在の級位及び段位によって増減値は異なるが、高順位で対局を終了したり、評価ポイントを貯めることにより増えてゆく。
対局を強制中断したり低順位を取ると、当然減少してしまう。
最新バージョンのMJ2では発生しにくくなったものの、ネットワークトラブルによりサテライト筐体の動作が止まった（ハングアップした）場合も、強制的に経験値が減少してしまう。
プロリーグでは、レギュラーリーグに比べ、最下位での経験値減少が若干緩和されている。
十段から強者以上の上級段位へ昇格する場合、経験値でも昇格できるものの、そのための経験値が遥かに高い。このため、プロリーグでのリーグ階級昇格または維持など一定の条件を満たすことで、幻球を獲得し強者に昇格できる。

#### 幻球
強者以上の上級段位では、所持している幻球の種類と数により段位認定をしている。
幻球は主に同階級の幻球所持者同士の幻球を取り合うことで増減する。この対局は幻球争奪戦とよばれている。
他にも連勝や連敗、プロリーグ(後述)の階級の昇降格や維持によっても増減する。
強者以上の階級でも経験値の増減がある。幻球が1つもなくなった場合、強者から経験値に応じた段位に降格となる。

#### 評価ポイント
評価ポイントとは主に、他家のアタリ牌を手に止めておく事、または他家の和了手変更によりアタリ牌ではなくなった牌を捨てることなどより獲得できるMJ2独自のシステムである(ただし、振り込んでしまったり、自ら先に和了ってしまった場合は得られない)。
他にプロ雀士や認定雀士に勝利することで得られることもある。
級位及び段位は一定数の評価ポイントを貯めることにより経験値が1増加する。
強者以上の上級段位では一定数を貯めることで、アイテムを1つ獲得できる。
ただし、リーグ階級が降格すると、評価ポイントが減少する。

### リーグ戦
MJ2からリーグ戦モードが追加された。リーグ戦は東風戦・半荘戦別にそれぞれ、A1-C3のレギュラーリーグと、S1-S3のプロリーグに分かれている。プレイヤーは各リーグ階級に所属し、同じクラスの他のプレイヤーと対戦して上位リーグ階級を目指す。なお、レギュラーリーグへは初段以上であれば参加可能だが、プロリーグへの参加には後述する参加権が必要である。
原則、一定期間ごとの基準日（レギュラーリーグは毎週日曜日、プロリーグは7日、14日、21日、28日）で一旦締め切り、一定数以上の対戦を消化したプレイヤーの成績による入れ替えで、基準日翌日に階級を移動する。
リーグ階級内で成績上位のプレーヤーは階級を1つ昇格し、下位のプレーヤーは1つ降格する。
上位階級を目指すにはある程度の戦数をこなし、かつ、それなりに良い成績を修める必要がある。
レギュラーリーグA1階級を維持する、または各レギュラーリーグで非常に高い成績を修めると、対応するプロリーグ参加権を獲得できる(東風戦レギュラーリーグ→東風戦プロリーグ参加権・半荘戦レギュラーリーグ→半荘戦プロリーグ参加権)。東風戦プロリーグは偶数月の1日-28日、半荘戦プロリーグは奇数月の1日-28日にそれぞれ開催されている。
プロリーグ参加権は東風戦・半荘戦別に、一開催月のみ有効である。従って、プロリーグS3階級から陥落した場合とプロリーグ参加権を消費した場合は、レギュラーリーグで改めてプロリーグ参加権を獲得する必要がある。
前記の段位が短期での成績で上下するのに対し、リーグ階級はある程度まとまった成績で上下するのが大きな違いである。

### 全国イベント
定期的に全国イベントが実施され、全国のプレイヤーが腕を競い合う。
- 全国大会
地区予選→全国決勝の2段階で行われる。デフレ、割れ目等のルールが採用される事もある
- ミニ全国大会
時間制限ルールで行われる全国大会。数時間で優勝者が決定する
- ドラコンテスト
規定局数でのアガリ時のドラの枚数を競う
- ディフェンスコンテスト
点数を取られる事により減るポイント(ディフェンスポイント)を失うまでに、いかに多くの局を消化できるかを競う
- チップバトル
規定局数でのご祝儀チップの枚数を競う
- 評価コンテスト
規定局数で、いかに多くの評価ポイントを得られるかを競う

等がある。
また、タイアップイベントとして
- スポニチカップ(2004年8月開催・株式会社スポーツニッポン新聞社後援)
- ヤンマガカップ(2004年12月開催・週刊ヤングマガジン後援)
- ヤンマガチャレンジ(2005年8月～9月開催・週刊ヤングマガジン後援)

が開催されている。

## 対局ルール
- (東風戦)20,000点持ちの25,000点返し。
- (半荘戦)25,000点持ちの30,000点返し。
- 順位ウマワンツー。
- 食いタン、後付け、ピンフツモあり。
- 食い替えなし。
- ドラ、裏ドラ、槓ドラ、槓ウラあり。
- 赤ドラあり。(五萬、五筒、五索に各1枚)
- 荒牌流局は親流れ。(半荘戦の南場は親の聴牌で連荘あり(4本場まで))
- 二翻縛りあり。(5本場より)
- 途中流局あり。(九種九牌、四風子連打、四開槓に適用。4人リーチは続行。九種九牌は連荘。その他は親流れ)
- ダブロン、トリプルロンあり。(頭ハネや流局ではないが、リーチ棒などは頭ハネ)
- 国士無双のみ暗槓からの槍槓が可能。
- 包（パオ）あり。(大三元、大四喜、四槓子、四連刻に適用)
- ダブル役満なし。(役満役の複合はあり)
- 持ち点0点未満によるドボン（ぶっ飛び終了）あり。0点ちょうどは続行。

## 採用役
☆…門前役、※…食い下がり役

### 一翻
門前清模和☆
立直☆
一発☆
役牌
平和☆
断么九
一盃口☆
海底撈月
河底撈魚
嶺上開花
槍槓

### 二翻
ダブル立直☆
七対子☆ - 二翻25符相当。
全帯※
三色同順※
一気通貫※
対々和
三色同刻
三暗刻
三槓子
混老頭
小三元
三連刻

### 三翻
二盃口☆
混一色※
純全帯※

### 満貫
流し満貫 - 和了扱い。

### 六翻
清一色※

### 倍満
人和☆ - 他の役と複合しない。

### 役満
天和☆
地和☆
緑一色 - 発はなくてもよい。
四暗刻☆ - 単騎待ちも役満。
九蓮宝燈☆ - 筒子、索子可。9面待ち(純正)も役満。
国士無双☆ - 13面待ちもフリテン適用。13面待ちも役満。
大三元
字一色
清老頭
四喜和 - 小四喜、大四喜ともに役満。
四槓子
四連刻
大車輪☆ - 2から8までの筒子のみ。
八連荘

## MJ.NET
MJ.NET（エムジェイ ネット）とは、セガネットワーク対戦麻雀MJ2ユーザー向けのネットワークコンテンツサービスである。
アーケードゲームと連動しており
- リーグ戦や全国イベント等での個人成績や参加者の成績分布等の閲覧
- MJ2稼働店舗の状況と店舗内ランキングの閲覧
- 局終了後に転送指示をした牌譜の閲覧
- ゲーム中に手に入れたアイテムの使用、装着
- 他のプレイヤーとチームを結成、チーム大会の開催
- ニックネームや肩書き、チャットメッセージ設定などの変更
- オリジナルニックネームの申請

等を行える。
サービスは、パソコン向けサイト（http://www.sega-mj.com/mj.net/ ）と、NTTドコモiモードおよびソフトバンクモバイルYahoo!ケータイ（VGS・3Gを除く）、au(KDDI)EZweb（WAP2対応機種のみ）に対応した携帯電話向けサイトがあり、いずれも有料(一部無料)である。

### MJ.NET認定雀士
MJ.NET認定雀士とは、MJ.NET登録プレイヤーの中で、オリジナルニックネーム申請が認可されており、卓越した麻雀センスと対戦成績を持つとセガが選出し認定した雀士である。
MJ.NET認定雀士は毎月認定され、専用のメンバーズカードが贈呈される。設置店舗によっては特別優待を受けられる。